# Tríode

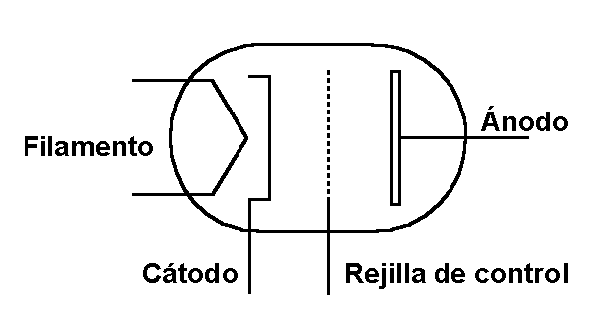
Representació del tríode

Un tríode és una vàlvula termoiònica de tres elèctrodes. El primer és el càtode, que en escalfar-se produeix electrons. El segon és l'ànode o la placa, que està carregat positivament i, per tant, atrau els electrons. El tercer és la reixeta que se situa entre el càtode i l'ànode.

Estructura d'un tub de buit d'un tríode modern de baixa potència. El vidre i els elèctrodes exteriors es mostren tallats parcialment per revelar la seva estructura.

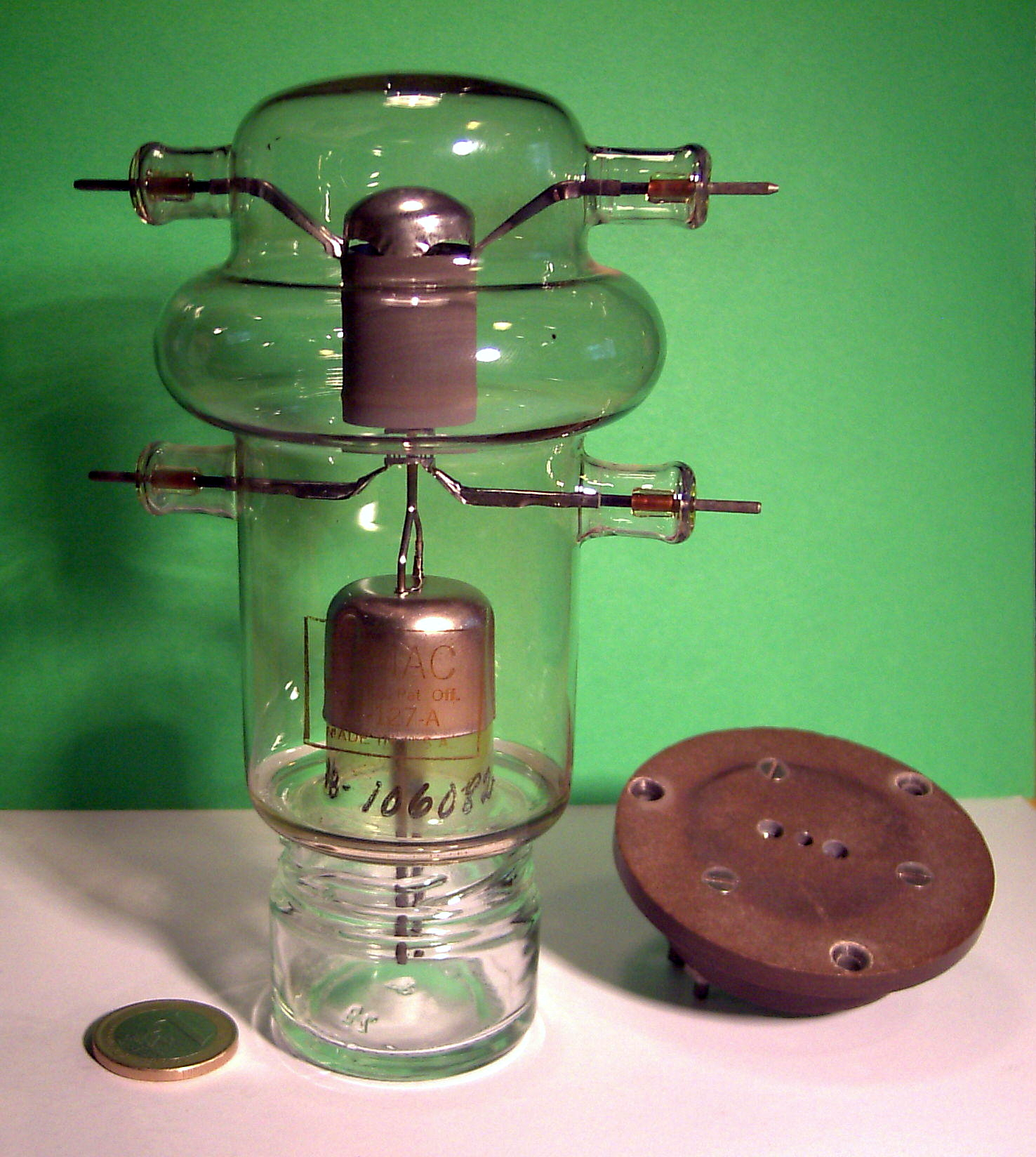
Tríodes de potència VT127A. Utilitzat en radars durant la Segona Guerra mundial

La tensió aplicada a la reixeta fa que el flux d'electrons des del càtode a l'ànode sigui major o menor. Això és molt interessant, ja que aplicant un senyal de molt dèbil intensitat entre càtode i reixeta podem aconseguir que la variació del flux d'electrons entre aquest i l'ànode sigui molt gran. És a dir, amb una petita tensió controlem una gran corrent. A aquest fenomen se l'anomena amplificació. Per això, el tríode és un amplificador.
També pot utilitzar-se per més funcions, com ara rectificador o com a portes que deixen passar el corrent o no (on-off) i que són la base de l'electrònica digital, però la seva funció més important és la d'amplificar.
L'element que emet electrons s'anomena càtode, però en fer-ho adquireix una polaritat positiva. En les vàlvules més senzilles, aquesta funció, la compleix el mateix filament, que és l'element calefactor. El tercer element, la reixeta, va ser afegit el 1906 per Lee de Forest. Altres paràmetres importants del tríode i, en general, de totes les vàlvules termoiòniques de tres o més elèctrodes són:
- La corba característica de reixeta', que és el diagrama que s'obté amb els valors d'intensitat de corrent de placa o ànode en funció dels potencials aplicats a la reixeta.
- El factor d'amplificació (µ) es defineix com el quocient entre la tensió de la placa i la tensió de la reixeta, mantenint el corrent de la placa constant, quan s'aplica un senyal a la reixeta. Així, un factor d'amplificació µ = 8 significa que la variació de corrent de la placa quan variem 1 volt el potencial de la reixeta, és la mateixa que es produiria en variar 8 volts la tensió de la placa. El factor d'amplificació (µ) és un nombre abstracte.

- La transconductància o conductància mútua (gm) és el quocient entre el corrent de la placa (Ia) i la tensió de la reixeta (Vg), mantenint la tensió de la placa (Va) constant. En realitat, és la variació que experimenta el corrent de la placa quan variem 1 volt la polarització de la reixeta. El valor de la transconductància depèn del punt de la corba característica de la reixeta en què la vàlvula estigui treballant.

Una transconductància alta significa que petites modificacions del potencial de la reixeta es tradueixen en grans variacions del corrent de la placa. La transconductància o conductància mútua se sol mesurar en mho, unitat inversa de l'ohm o el siemens, encara que en la pràctica es fa servir el µmho o µsiemens que equival a 10 -6 mhos.
- La resistència interna (RP) és el quocient entre la tensió de la placa (Va) i el corrent de la placa (Ia) mentre es mantingui constant la tensió de la reixeta (Vg).

Els tres paràmetres fonamentals d'un tríode estan relacionats mitjançant l'expressió:
Tant el factor d'amplificació (µ), transconductància (gm) i resistència interna (RP) són paràmetres dinàmics, és a dir, depenen del punt de polarització i, per tant, estan constantment variant segons varia el senyal que està circulant pel dispositiu.